# Honda Accord
Honda Accord er en personbilsmodel fra den japanske bil- og motorcykelfabrikant Honda. Den første generation kom på markedet i 1976 og etablerede endegyldigt firmaet som bilfabrikant. Navnet Accord betyder et forhold mellem mennesker, firma og bil i en harmonisk "overensstemmelse" (eng. = "Accord"). I hjemlandet Japan benyttede Honda de luksuriøst udstyrede versioner af Accord til at erobre markedsandele i den øvre mellemklasse. I tidens løb har Accord også solgtes under navnene Honda Vigor, Honda Ascot, Honda Rafaga og Honda Torneo.
Frem til og med fjerde generation solgtes den samme, identiske bil som Accord i Europa, Japan og Nordamerika. Med den i 1993 introducerede femte generation blev denne udvikling adskilt. Siden den i 2002 introducerede syvende generation benyttes også på det japanske marked den mindre, i Europa solgte version, så Accord i disse lande i dag gælder som stor mellemklassebil, mens der i Nordamerika under samme navn markedsføres en kun begrænset beslægtet, større model. Acura TSX er derimod baseret på den europæiske version af Accord.
Tæller man alle modeller solgt under navnet Accord sammen, er der siden 1976 blevet solgt ca. 17,5 mio. biler. Honda Accord har dermed altid ligget på 7. pladsen på listen over de mest solgte biler.

## Generationer
- 1. generation
(1976–1981)
- 2. generation
(1981–1985)
- 3. generation
(1985–1989)
- 4. generation
(1989–1993)
- 5. generation
(1993–1997)
- 6. generation
(1997–2002)
- 7. generation
(2002–2008)
- 8. generation
(2008−2015)
- 9. generation
(2012−2018)
- 10. generation
(2017−)